# Крвава недјеља (1905)
Крвава недјеља (рус. Кровавое воскресенье) је назив за догађаје 22. јануара 1905. године (9. јануара по тадашњем јулијанском календару) који су се збили у Санкт Петербургу, тадашњој престоници Руске Империје када су припадници царске војске отворили ватру на поворку демонстраната која је хтјела уручити петицију цару Николају II у Зимском дворцу. Демонстранти, које је водио харизматски православни свештеник и активист Георгиј Гапон, захтијевали су прекид рата са Јапаном, увођење општег права гласа, али прије свега побољшање радничких права. Николај је на најаву поворке напустио Зимски дворац и отишао у оближње Царско Село; демонстранти, који су носили иконе и цареве слике, и пјевали патриотске пјесме, тога нису били свјесни, као ни наређења припадницима војске и полиције да насилно разбију демонстрације. У свеопштој збрци је, према службеним подацима, убијено 96, а рањено 333 особа; антицаристичка опозиција је касније тврдила да је убијено најмање 4000 људи; већина данашњих историчара вјерује да је убијено или рањено око 1000 људи, највећим дијелом као посљедица панике и стампеда по градским улицама. На вијести о крвопролићу у Санкт Петербургу, као и другим руским градовима избили су масовни штрајкови, па се тај догађај сматра катализатором Прве руске револуције. Иако је Николај након двије године из тих сукоба изашао као номинални побједник, његов је режим био трајно ослабљен због тога што је створио репутацију слабића и кукавице, али прије свега због тога што је оружјем насрнуо на своје навјерније и најфанатичније поданике.

## Посљедице
Непосредна пољледица Крваве недјеље био је штрајк који се проширио широм земље. Штрајкови су почели да избијају изван Санкт Петербурга у мјестима као што су Москва, Варшава, Рига, Вилна, Ковно, Ревал, Тифлис, Баку и Батум. Око 414.000 људи учествовало је у обустави рада током јануара 1905. Цар Николај II покушао је да умири народ; међутим, аутократија је на крају прибегла грубој сили крајем 1905. како би зауставила растући штрајк који је наставио да се шири. Између октобра 1905. и априла 1906. године, око 15.000 сељака и радника било је обешено или стрељано; 20.000 је повређено, а 45.000 је прогнано.
Можда најзначајнији ефекат Крваве недјеље била је драстична промјена у ставу руских сељака и радника. Раније се на цара гледало као на заштитника народа: у тешким ситуацијама, масе би се обраћале цару, традиционално путем петиције, а цар би одговарао свом народу обећавајући да ће исправити оно што не ваља и решити проблем. Нижи слојеви полагали су вјеру у цара. Сви проблеми са којима су се суочавали нижи слојеви били су повезани са бојарима Русије; међутим, после Крваве недјеље, цар се у перцепције народа више није разликовао од бирократа и сматран је лично одговорним за трагедију која се догодила.
Иако цар није био у Зимском дворцу и није издао наређење да трупе пуцају, он је био нашироко окривљен за неефикасност и безосјећајност са којом је криза била вођена. Иако је било нереално очекивати да ће Николај одјахати на Дворски трг у сусрет, његово одсуство из града, упркос барем неким саветима, одражава недостатак маште и перцепције коју је требало да покаже у другим приликама. Убиство људи, од којих су многи доживљавали цара као свог „малог оца“, резултирало је развијањем горчине и анти-патија према цару и његовој аутократској владавини. Тада је била широко распростањена мисао, став „немамо више цара“.